# Stadio Urbano Caldeira
Lo stadio Urbano Caldeira (in portoghese Estádio Urbano Caldeira), soprannominato Vila Belmiro, è uno impianto sportivo brasiliano situato nella città di Santos, nello stato di San Paolo. Ospita le partite casalinghe del Santos Futebol Clube ed è uno dei più antichi stadi brasiliani.

## Descrizione
L'impianto, che ha una capacità attuale di 21 256 spettatori, è stato inaugurato il 22 ottobre 1916 con la partita Santos-Ypiranga, gara valida per il Campionato Paulista, che vide la vittoria dei padroni di casa per 2-1. Nel 1933 fu intitolato a Urbano Caldeira, ex calciatore, allenatore e presidente del Santos.